# Arciprestazgo de Villaviciosa de Odón
El Arciprestazgo de Villaviciosa de Odón, es un arciprestazgo español que está bajo la jurisdicción del Obispado de Getafe y está compuesto por las siguientes parroquias:
| Población               | Parroquia                                   |
| ----------------------- | ------------------------------------------- |
| Boadilla del Monte      | Iglesia de San Cristóbal                    |
| Boadilla del Monte      | Iglesia de Santa Marta                      |
| Boadilla del Monte      | Iglesia de los Santos Apóstoles             |
| Boadilla del Monte      | Iglesia del Santo Cristo de la Misericordia |
| Brunete                 | Iglesia de Nuestra Señora de la Asunción    |
| Quijorna                | Iglesia de San Juan Evangelista             |
| Villanueva de la Cañada | Iglesia de San Carlos Borromeo              |
| Villanueva de la Cañada | Iglesia de Santiago Apóstol                 |
| Villanueva de la Cañada | Iglesia de Santa Soledad Torres Acosta      |
| Villaviciosa de Odón    | Iglesia de Santiago Apóstol                 |